# Margaret Phillpott
Margaret Phillpott (* 22. Mai 1954) ist eine ehemalige australische Speerwerferin.
1974 wurde sie Neunte bei den British Commonwealth Games in Christchurch und 1978 Fünfte bei den Commonwealth Games in Edmonton.
Ihre persönliche Bestleistung von 54,76 m stellte sie am 19. März 1977 in Brisbane auf.